# Claire Zeisler
Claire Zeisler, née Claire Block à Cincinnati (Ohio) le 18 avril 1903 et morte le 30 septembre 1991 à Chicago (Illinois), est une fiber artist (artiste de la fibre) de nationalité américaine.

## Biographie
Claire Block naît à Cincinnatti dans l'Ohio en 1903 et montre un intérêt pour l'art dès l'enfance. Elle étudie au Columbia College Chicago durant un an. En 1921, elle épouse Harold Florsheim avec qui elle a trois enfants avant de divorcer en 1943. Elle se remarie en 1946 avec Ernest Bloomfield Zeisler.
Son intérêt pour l'art se traduit dans un premier temps par une collection d’œuvres d'art et objets d'artisanat. Dans les années 1930, elle fait l'acquisition de tableaux d'artistes modernistes tels que Paul Klee, Joan Miró, Henry Moore ou Pablo Picasso. Elle rassemble en parallèle de nombreux objets : sculptures africaines, art tantrique, textiles anciens du Pérou et plus de 300 paniers amérindiens. Après-guerre, elle enrichit sa collection d’œuvres d'artistes américains et américaines tels que Franz Kline, Robert Rauschenberg ou Jenny Holzer.
Claire Zeisler reprend des études d'art dans les années 1940 au sein du Chicago Institute of Design (créé sous le nom de New Bauhaus) après d'Eugene Dana, et au sein du Illinois Institute of Technology. Elle y suit les enseignements du sculpteur d'avant-garde russe Alexander Archipenko, du peintre photographe plasticien László Moholy-Nagy et de la tisserande de Chicago Beatrice W. Swartchild qui l'initie à l'art du tissage. En 1946, elle prend part au Summer Art Institute au Black Mountain College, où elle étudie la couleur et le design sous la direction de Josef Albers.

## Œuvre
Claire Zeisler inscrit son travail de création dans un courant artistique qualifié de Nouvelle Tapisserie en Europe, Fiber art (en) (art de la fibre) chez les Anglo-Saxons, ou encore d'Art textile contemporain (à ne pas confondre avec les Arts textiles). Ce courant émerge aux États-Unis sous l'influence des artistes immigrés issus du Bauhaus après la fermeture de l'école du Bauhaus en 1933 par le régime nazi. Parmi ses figures on peut citer Sheila Hicks, Magdalena Abakanowicz, Jagoda Buić, Olga de Amaral.
Claire Zeisler s'adonne tout d'abord à des techniques de tissage conventionnelles sur métier, créant des tentures murales, des sets de table et des textiles destinés à la confection de vêtement. Au début des années 1960, elle abandonne le métier à tisser pour créer des sculptures en fibre de forme libre, passant de deux à trois dimensions, abandonnant la dimension fonctionnelle au profit d'une démarche expérimentale mobilisant et inventant d'autres techniques. Ses œuvres gagnent en taille et en complexité, grâce à des techniques de tressage, d'enroulement de chute libre à partir de brins de fibres non tissés, marque de fabrique de l'artiste. Elle privilégie les matériaux naturels comme le jute, le sisal, le raphia, le chanvre, la laine et le cuir, dans leur couleur naturelle ou bien teintés, souvent de couleur rouge.

## Expositions
- Solo exhibition, Chicago Public Library, Chicago, du 2 au 30 janvier 1961[6];
- Exhibition at the Renaissance Society, University of Chicago, Chicago, du 9 octobre au 6 novembre 1961[7];
- Woven Forms, Museum of Contemporary Crafts, New York City, du 22 mars au 12 mai 1963[8];
- Claire Zeisler, a Retrospective, Art Institute of Chicago, Chicago, 1979[9];
- 11ème Biennale Internationale de la Tapisserie, Musée des Beaux-Arts de Lausanne, Lausanne, 1983[10];
- Claire Zeisler, a Retrospective, Whitney Museum of American Art, du 14 décembre 1984 au 10 mars 1985[11];
- Subversive, Skilled, Sublime: Fiber Art by Women, Smithsonian American Art Museum, du 31 mai 2024 au 5 janvier 2025[12].

## Prix et distinctions
- Women's Caucus for Art Lifetime Achievement Award, 1982.